# حركة بابوا الحرة

علم الحركة

حركة بابوا الحرة (بالإندونيسية: Organisasi Papua Merdeka)‏ هي حركة انفصالية مسلحة تحارب منذ عقد الستينات من القرن الماضي لأجل انفصال بابوا الغربية عن إندونيسيا وألتي تم ضمها إليها بشكل رسمي في سنة 1969.
تتكون الحركة من ثلاثة عناصر: مجموعة متفرقة من الوحدات المسلحة لكل منها سيطرة إقليمية محدودة ولا تتبع قائدًا واحدًا؛ وعدة مجموعات في الإقليم تنظم مظاهرات واحتجاجات؛ ومجموعة صغيرة من القادة المقيمين في الخارج، يعملون لرفع مستوى الوعي بقضايا الإقليم في حين يسعون جاهدين للحصول على الدعم الدولي من أجل الاستقلال.
منذ نشأتها، حاولت أو بّي إم بدء حوار دبلوماسي وأجرت مراسم رفع علم نجمة الصباح ونفذت أعمال عدوانية اندرجت في إطار صراع بابوا. يستعرض المؤيدون باستمرار علم نجمة الصباح والرموز الأخرى التي تمثل وحدة بابوا، مثل النشيد الوطني «هاي تاناكو بابوا (بابوا، يا أرضي)» وشعار نبالةٍ وطني، اعتُمد في الفترة الممتدة بين عام 1961 وحتى بدء الإدارة الإندونيسية في مايو 1963 بموجب اتفاقية نيويورك. تعتبر الحركة العسكرية منظمة انفصالية في إندونيسيا، وتَسبب تحريضها على استقلال الأقاليم اتهامها بالخيانة.

## تاريخ
خلال الحرب العالمية الثانية، وجّه سوكارنو جزر الهند الشرقية الهولندية (فيما بعد إندونيسيا) لتزويد المجهود الحربي الياباني بالنفط وأعلن بعد ذلك استقلالها باسم جمهورية إندونيسيا في 17 أغسطس 1945. قاومت نيو غينيا الهولندية (غينيا الجديدة الغربية، وبعدها جزءٌ من جزر الهند الشرقية الهولندية) وإقليمي بابوا وغينيا الجديدة البريطانية الخاضعتان للإدارة الأسترالية، السيطرة اليابانية وتحالفوا مع أمريكا والقوات الأسترالية خلال حرب المحيط الهادئ.
اختلفت العلاقة السابقة للحرب التي تربط هولندا بمستعمرتها، غينيا الجديدة، وتحولت إلى عملية نهوضٍ بمدنية بابوا والخدمات الأخرى حتى بدأت الإدارة الإندونيسية في عام 1963. وعلى الرغم من وجود اتفاق بين أستراليا وهولندا حتى عام 1957 على أنه سيكون من الأفضل توحيد أراضيهم من أجل الاستقلال، أبقى انعدام التنمية في الأراضي الأسترالية ومصالح الولايات المتحدة المنطقتين منفصلتين. تأسست أو بّي إم في ديسمبر 1963، مع إعلان التالي: «نحن لا نريد حياة عصرية! نرفض أي شكل من أشكال التنمية: فلتدعنا الجماعات الدينية ووكالات المعونة والمنظمات الحكومية وشأننا».
أجرت غينيا الجديدة الهولندية انتخابات في يناير 1961 وتولى مجلس غينيا الجديدة مهامه في أبريل 1961. ومع ذلك، أبدت العاصمة واشنطن، حرصها على أن تفرج إندونيسيا عن طيار وكالة المخابرات المركزية ألين بوب، وكان هناك اقتراح لوصاية الأمم المتحدة على غرب غينيا الجديدة، قال الرئيس الإندونيسي سوكارنو أنه على استعداد «لقبول مساعدة الأمم المتحدة من أجل نقل الإقليم إلى إندونيسيا»، وبدأ مستشار الأمن القومي ماك جورج باندي بالضغط على الرئيس الأمريكي جون إف. كينيدي لنقل إدارة غرب غينيا الجديدة إلى إندونيسيا. صيغت اتفاقية نيويورك الناجمة عن ذلك بواسطة روبرت كينيدي ووقعتها هولندا وإندونيسيا قبل الموافقة عليها بموجب المادة 85 من ميثاق الأمم المتحدة في قرار الجمعية العامة 1752 في 21 سبتمبر 1962.
على الرغم من إصرار هولندا على السماح لشعب غرب غينيا الجديدة بتقرير مصيره وفقًا لميثاق الأمم المتحدة وقرار الجمعية العامة 1514 (15) والذي كان من المقرر تسميته «قانون الاختيار الحر»، إلا أن اتفاقية نيويورك نصت عوضًا عن ذلك على تأخيرٍ لمدة سبع سنوات ولم تمنح الأمم المتحدة أي سلطة للإشراف على تنفيذ أي إجراء. ترفع الجماعات الانفصالية علم بابوا الغربية، نجمة الصباح، كل عام في 1 ديسمبر، ويطلقون عليه اسم «يوم استقلال بابوا». يرى ضابط شرطة إندونيسي أنه يمكن اتهام من يفعل ذلك بجريمة الخيانة، التي يعاقب عليها بالسجن لمدة تتراوح بين سبعة إلى عشرين عامًا في إندونيسيا.
في أكتوبر 1968، ضغط نيكولاس جاوي، عضو مجلس غينيا الجديدة واللجنة الوطنية التي انتخبها المجلس في عام 1962، على الأمم المتحدة مدعيًا أن 30 ألف جندي إندونيسي وآلافٌ من موظفي الخدمة المدنية الإندونيسيين يقمعون سكان بابوا. وفقًا للسفير الأمريكي غالبريث، يرى وزير الخارجية الإندونيسي آدم مالك أيضًا أن الجيش الإندونيسي هو سبب المشاكل في الإقليم وأن عدد القوات يجب تخفيضه بمقدار النصف على الأقل. ووصف السفير غالبريث أيضًا أن أو بّي إم «تمثل كتلة غير متبلورة من الميول المعادية لإندونيسيا» وأنه «من 85 إلى 90 بالمئة [من سكان بابوا] يتعاطفون مع قضية بابوا الحرة أو على الأقل يكرهون الإندونيسيين بشدة».
أشرف العميد الإندونيسي سارفو إيدي على إعداد وإدارة استفتاء قانون الاختيار الحر والذي جرى في الفترة الممتدة بين 14 يوليو و2 أغسطس 1969. وصل ممثل الأمم المتحدة السفير أوريتيز سانز في 22 أغسطس 1968 وقدم طلبات متكررة إلى إندونيسيا للسماح بتطبيق نظام رجل واحد، صوت واحد (عملية تُعرف بالاستفتاء العام) ولكن هذه الطلبات رُفضت على أساس أن مثل هذه العملية لم يذكرها أو يطلبها اتفاق نيويورك لعام 1962. اختير 1,025 شيخًا من شيوخ بابوا وأُصدرت تعليمات لهم بشأن الإجراء المطلوب على النحو المحدد في المادة 1962 من اتفاقية نيويورك. وكانت النتيجة إجماعًا على الاندماج مع إندونيسيا.

### إعلان جمهورية بابوا الغربية
ردًا على ذلك، خطط أوم نيكولاس جاوي وقائدين من قادة أو بّي إم، سيث جافث رومكورم وجايكوب هندريك براي، إعلان استقلال بابوا في عام 1971. وفي 1 يوليو 1971 أعلن رومكورم وبراي «جمهورية بابوا الغربية»، ووضعوا مسودة الدستور.
أنشأت النزاعات حول الاستراتيجية بين رومكورم وبراي انقسامًا في حركة بابوا الحرة إلى فصيلين؛ بيمكا (بّي إي إم كيه إيه) بقيادة براي، وتي بّي إن بقيادة رومكورم. أضعف هذا الانقسام بشكل كبير قدرة أو بّي إم كقوة قتالية مركزية. ومع ذلك، لا زالت منتشرة، ويعتمد عليها كل من المقاتلين المعاصرين والناشطين السياسيين المحليين والمغتربين.